# Holstebro (obec)
Holsterbro Kommune je dánská komuna v regionu Midtjylland. Vznikla roku 2007 po dánských strukturálních reformách. Zaujímá oblast 801,55 km², ve které v roce 2016 žilo 57 661 obyvatel.
Centrem kommune je město Holsterbro.

## Sídla
V Holsterbro Kommune se nachází 21 obcí.
| Sídla         | Obyvatel (2016) |
| ------------- | --------------- |
| Borbjerg      | 404             |
| Bur           | 241             |
| Ejsing        | 332             |
| Handbjerg     | 235             |
| Herrup        | 280             |
| Holstebro     | 35 392          |
| Hvam Mejeriby | 234             |
| Idom          | 384             |
| Krunderup     | 414             |
| Mogenstrup    | 210             |
| Nørre Felding | 793             |
| Ryde          | 219             |
| Sevel         | 479             |
| Skave         | 518             |
| Staby         | 209             |
| Sønder Nissum | 220             |
| Thorsminde    | 371             |
| Tvis          | 1 205           |
| Ulfborg       | 2 053           |
| Vemb          | 1 337           |
| Vinderup      | 3 171           |